# Gyermekfilozófia
A gyermekfilozófia olyan 7-16 éves diákoknak készült oktatási-nevelési program, melynek célja, hogy filozófiai témájú beszélgetések segítségével alakítsa ki a tanulókban a kritikai gondolkodás képességét.
A programot Matthew Lipman indította el az 1960-as évek végén. A gyermekfilozófia a szókratészi bábáskodó módszert felhasználva ismerteti meg a gyerekeket a különböző filozófiai diszciplínák legfontosabb kérdéseivel anélkül, hogy számon kérné rajtuk a szakterminológia vagy az adott téma filozófiatörténeti hátterének ismeretét. A beszélgetések egyrészt az önálló tanuláshoz kívánnak segítséget nyújtani azáltal, hogy megtanítják az ismeretek rendszerezésének, a különböző fogalmak definiálásának, a következtetések levezetésének módszereit, fejlesztik a tanulók nyelvi és gondolkodási képességeit, kreativitását. Másrészt, a különböző álláspontok ütköztetése és megbeszélése a toleranciára nevelés gyakorlatában is fontos szerepet tölt be.

## Agyermekfilozófiaelnevezésről
A program neve angolul Philosophy for Children, amit szokás PFC-nek vagy P4C-nek is rövidíteni. Az elnevezés magyar nyelvre történő lefordítása nehézségekbe ütközött, ugyanis, ahogy a Gyermekfilozófia Szöveggyűjtemény szerkesztői az előszóban felhívják rá a figyelmet, valamennyi lehetséges fordítás félreértésekhez vezethet. Nem akarták, hogy az elnevezés azt sugallja, egyoldalú ismeretadásról van szó (Filozófia gyermekeknek), s az is fontos szempont volt, hogy az elnevezés egyértelművé tegye, valódi filozófiai problémákról van szó. Utóbbi szempontból a jelenlegi elnevezés sem a legszerencsésebb, ezért a már említett tanulmánykötetben is gyakrabban olvashatjuk a PFC rövidítést.

## A program története
A gyermekfilozófia program ötlete az 1960-as évek végén fogant meg Matthew Lipman fejében, aki ekkor már 15 éve a New York-i Columbia Egyetem professzora volt. Részben a diáklázadások okait vizsgálva jutott arra a következtetésre, hogy a felsőoktatást ért kritika valójában az oktatás egészét érinti. Az oktatás legnagyobb hiányosságának azt látta, hogy nem fordít kellő figyelmet a kritikai gondolkodás fejlesztésére.
Lipman a 70-es évek elején megalapította a New Jersey-ben működő Advancement of Philosophy for Children (IAPC) nevű szervezetet, amely a gyermekfilozófia elméleti és gyakorlati kérdéseivel egyaránt foglalkozik: tanulmányokat, tankönyveket, oktatási segédanyagokat jelentetnek meg, tanfolyamokat szerveznek pedagógusoknak és a program iránt érdeklődő szülőknek. Negyedévente megjelenő kiadványuk a Thinking címet viseli.
Az USA-ban mára már követhetetlenül nagy számú iskola csatlakozott a programhoz. Az 1998-ban Bostonban megrendezett 20. Filozófiai Világkonferencián külön szekció foglalkozott a gyermekfilozófia témájával. Megjelentek a Lipman módszerét részben átalakító elméletek is, így például Gareth B. Matthews, a Massachusetts Egyetem filozófiaprofesszora elvetette a Lipman által írt tankönyveket, mondván, elegendő olyan könyv van a világirodalomban (Micimackó, Alice Csodaországban, Óz, a csodák csodája), amely tökéletes kiindulópontja lehet egy gyerekekkel folytatott filozófiai beszélgetésnek.
Európában a filozófus- és a pedagógusszakma is kezdetben heves ellenérzésekkel fogadta a programot. A gyermekfilozófia első képviselői a kontinensen Ekkehard Martens (Hamburg), Karel L. van der Leeuw (Amszterdam) és Daniela G. Camhy (Graz) voltak. Európában az 1990-ben Dubrovnikban tartott nyári akadémia jelentette az áttörést.

## A módszer lényege

### Elméleti háttér
Matthew Lipman így ír az általa kidolgozott módszerről:

„A PFC az oktatás kérdező megközelítését példázza. A diákoktól azt várjuk, hogy minden tantárgyi területet maguk kutassanak fel és vitassanak meg, ahelyett, hogy mások következtetéseit úgy memorizáltatnánk, ahogyan azokat a szekunder szövegek tartalmazzák. Ha valaki kérdező, az egyben aktív kutató és állhatatos kérdésfeltevő is, éberen keresi a mind ez ideig feltáratlan összefüggéseket és különbségeket, állandóan készenlétben áll az összehasonlításra és a szembeállításra, az elemzésre és a hipotézisek felvetésére, a kísérletezésre és a megfigyelésre, a mérésre és a vizsgálatra. Így a kérdezősködő diákok a saját képzésükért való részleges felelősséget is vállalják. Megtanulják, hogyan vigyék tovább az általuk feltett kérdéseket, és ez elvezeti őket ahhoz, hogy megtanuljanak önállóan gondolkodni. (...) Ha azonban a diákok kérdező közösséggé szerveződnek, akkor minden egyes hozzászólás más-más nézőpontból mutatja be a szóban forgó témát, és ez önálló gondolkodásra készteti a diákokat függetlenül attól, hogy a csoport az éppen megvitatott témában konszenzusra jutott-e vagy sem.”

Lipman szerint a kérdező közösség (community of inquiry) legfontosabb jellemzői az önkorrekció és a kontextusérzékenység, azaz, hogy a diákok folyamatosan keressék és igyekezzenek kijavítani saját hibáikat, illetve, hogy képesek legyenek mindig az adott kontextus függvényében gondolkodni úgy, hogy közben tiszteletben tartják valamennyi sajátos kontextus egyediségét.
A filozófiai beszélgetések eredményeként a diákok olvasási-, írás-, beszéd- és megértési készsége fejlődik. Ahhoz azonban, hogy a diákok képesek legyenek az ilyen beszélgetésekhez szükséges kritikai gondolkodás elsajátítására, tudatosan kell fejleszteni az olyan képességeket, mint a különböző érvelési utak (pl. induktív, deduktív, analógiás), kutatási formák (megfigyelés, leírás), formalizáló eljárások (definiálás, osztályozás) transzlációs módok (írás, fordítás) alkalmazása, illetve ki kell alakítani azt a fajta kritikai beállítódást, amelynek alapjai a csodálkozás, a rákérdezés és a kritériumok keresése.

#### Pszichológiai előfeltevések
A kérdező közösség egyszerre eredménye és feltétele a gyermekfilozófia megvalósulásának. Ahhoz, hogy eredményesnek és fontosnak tartsuk a gyermekekkel való filozófiai témájú beszélgetéseket, azt kell feltételeznünk, hogy a gyerekek kisiskolás koruktól kezdve képesek egy olyan közösség létrehozására, amelyben bizonyos jogokkal rendelkező személyekként vannak jelen; azaz, hogy képesek észszerű, elfogulatlan döntések meghozatalára, és arra, hogy toleránsak legyenek egymással szemben. Ann Margaret Sharp szerint a következőkből ismerhető fel, ha egy gyerek a kérdező közösség részévé vált:

- készségesen elfogadja társai korrekcióját;
- képes figyelmesen hallgatni másokat;
- képes mások érvelésének hatására átformálni véleményét;
- képes mások elképzeléseit komolyan venni;
- képes mások ötleteire építeni;
- képes saját elképzeléseinek kidolgozására anélkül, hogy tartana társai visszautasításától vagy a megalázástól;
- nyitott az új ötletekre;
- képes megkeresni a mögöttes feltételezéseket;
- a vita során igyekszik következetes lenni;
- fontos dolgokat kérdez;
- megfogalmazza az eszköz-cél összefüggéseket;
- tiszteli a közösség tagjait;
- morális viták esetén érzékeny a kontextusra;
- érveket vár el társaitól;
- elfogulatlanul vitatkozik;
- kritériumokat kér

Mindehhez szorosan kapcsolódik, hogy milyen pszichológiai gyermekképpel rendelkezünk, hogyan képzeljük el a gyermek mentális fejlődését. A gyermekfilozófia ugyanis egy olyan gyermekképhez illeszkedik, amely a mentális fejlődést olyan önálló (nem a szocializáció alá rendelődő) ciklikus, stadiális (nem monoton-lineáris) folyamatként értelmezi, amelyre nem lehet ráerőltetni egy előzetes forgatókönyvet. A pedagógus feladata ezek alapján az, hogy segítsen az adott stádiumban megjelenő lehetőségek kibontakoztatásában, a képességek szabad fejlesztésében.

#### Filozófiai előfeltevések
A gyermekfilozófiáról alkotott vélekedésünk nem csupán pszichológiai elképzeléseinktől függ, hanem attól is, mit tartunk filozófiának, kit tartunk képesnek a filozófiával való foglalkozásra. Ahogyan Krajnik József megfogalmazta:

„Szükséges figyelembe venni a filozófia egyik értelmezését, mely Karl Jaspers nyomán a filozófia lényegét nem a tudományos ismeretekre alapozott - talán akadémikusnak nevezhető - elméletekben, hanem a filozofálásban, mint tudomány nélküli, igazságkereső, létmegértő szellemi tevékenységben látja.”

 Karl Jaspers-szel egyetértésben sokan vannak, akik a gyerekeket alkalmasnak tartják az ilyen jellegű filozofálásra. Ahhoz, hogy a Gyermekfilozófiát értelmes és értékes kezdeményezésnek ismerjük el, el kell fogadnunk a filozófiának ezt a lehetséges értelmezését.

### A módszer a gyakorlatban
A program a szókratészi bábáskodó módszert használja fel az oktatásban. A tanár, ahelyett, hogy ismereteket közölne, csak bábáskodik a tanulók gondolatainak megszületésénél. A beszélgetések kiindulópontja mindig egy közösen olvasott szöveg, ez lehet a program valamelyik tankönyve, de bármilyen arra alkalmas szöveg. A pedagógus, aki a közösség részeként szólal meg, arra ösztönzi a diákokat, hogy kérdéseket tegyenek fel. Azt, hogy a felmerülő kérdések valóban filozófiai relevanciával bírjanak, a tárgyalt szövegnek kell biztosítania.
A programhoz íródott könyvek szereplői gyerekek, akik maguk fedezik fel a különböző filozófiai problémákat. A történetekben szereplő felnőttek (szülők, nagyszülők, tanárok) csak segítik a gyerekeket a gondolkodásban, kutatásban, ahogy ez a történeteket feldolgozó pedagógusnak is feladata. A PFC programhoz íródott első munka a Harry Stottlemeier's Discovery című 10-12 éveseknek szóló könyv volt.
A tananyag a diákok életkorához igazodva több oktatási egységből áll, s minden egységhez készült egy olvasókönyv és egy tanári kézikönyv. A gyerekeknek íródott olvasókönyvek 11-17 fejezetből állnak, körülbelül 80-100 oldal terjedelműek. A kézikönyvek a szövegekhez készült feladatokat, gyakorlatokat, (kisebbeknél játékokat is) tartalmazzák. A kézikönyvek feladatai segítenek megismertetni a történetek filozófiai vonatkozásait és világossá tenni a különböző álláspontokat. Mindezek nagyon fontosak a parttalan beszélgetések elkerüléséhez.

#### Tankönyvek és kézikönyvek
Olvasókönyvek:
1. Elfie
2. Kio and Gus
3. Pixie
4. Nous
5. Harry Stottlemeier's Discovery
6. Lisa
7. Suki
8. Mark

A hozzájuk tartozó kézikönyvek:
1. Getting Our Thoughts Together
2. Wondering at the Word
3. Looking for Meaning
4. Deciding What to Do
5. Philosophical Inquiry
6. Ethical Inquiry
7. Writing: How and Why
8. Social Inquiry

#### A Gyermekfilozófia program által felhasznált egyéb módszerek
Bár a program alapvetően a szókratészi bábáskodásra épít, más módszereket is felhasznál. Ezek közül legkedveltebbek a drámapedagógia különböző szimulációs és szituációs gyakorlatai. Schullerné Deák Márta Látókör elnevezésű foglalkozását egy drámapedagógussal együttműködve vezeti, mert, ahogy írja, ez a módszer azáltal, hogy személyessé teszi a témát, érzelmi támaszt nyújtva szemlélteti és kiegészíti azt. A drámapedagógia mellett rendszeres időközönként folyamodik egy grafikus gyógypedagógushoz segítségért, aki a tanulók élményeit képi kifejezéseiben teszi teljessé. Hogy a különböző módszerek összefonódása mennyire jellemző a Gyermekfilozófiára, jól példázzák a Gyermekfilozófia Szöveggyűjtemény negyedik kötetében megjelent oktatási anyagok.

## A Gyermekfilozófia program alkalmazása
Világszerte számtalan helyen születtek kezdeményezések a Gyermekfilozófia program bevezetésére az oktatásba. A Lipman által alapított, a program fejlesztésével foglalkozó IAPC szárnyai alá vette a tanárképzés problémáját: az általuk tartott képzésen résztvevők Master of Arts in Teachhing Philosophy to Children elnevezésű diplomát szerezhetnek. A PFC program terjesztése és fejlesztése céljából létrejött nemzetközi szervezet, az 1984-ben alapult International Council for Philosophical Inquiry with Children mára már 35 országban működik. A legaktívabb szervezetek az USA-ban, Ausztráliában, Dél-Amerikában, Spanyolországban, Dél-Afrikában és Ausztriában találhatók.
A Gyermekfilozófia magyarországi bevezetéséről így ír Falus Katalin és Jakab György:

„A Gyermekfilozófia magyarországi bevezetése során számtalan izgalmas adaptációs problémával kellett szembenéznünk, amelyek legfőképpen az amerikai és európai kultúra, illetve a magyar hagyományok különbségéből adódtak. Már a program megismerésekor észleltünk bizonyos eltéréseket, amelyek néhány esetben komoly fordítási problémaként is megmutatkoztak. A látványos különbségek azonban csak a tanári továbbképzéseken és végső soron a gyerekek tanításakor21 vetődtek fel. Mind a tanárok, mind a diákok számára nehézséget jelentett, hogy a poroszos alapozottságú, ismeretközpontú stb. magyar iskolarendszerben a készségfejlesztő programok tanításának nincsenek hagyományai. Mindenki számára furcsa volt az, hogy a Gyermekfilozófia tanítása közvetlen partneri viszonyt igényelt a tanár és a diákok között. Ugyanakkor több esetben az is fölmerült, hogy a Lipman és munkatársai által készített tanmesék túlságosan is elvontak és didaktikusak.
Az újabb és újabb nehézségek szükségképpen felvetették, hogy saját szemszögünkből értelmezzük a Matthew Lipman által kidolgozott programot. A kezdeti viták még arról folytak, hogy az eredeti modelltől mennyiben lehet eltérni. A filozófiai végzettségű tanárok jelentős része az ortodoxia álláspontjára helyezkedett: Lipman programját kell megvalósítani Magyarországon is, a diákokat az eredeti könyvek segítségével kell megtanítani a logikus érvelésre. A fejlesztők és a tanárok másik csoportja a program jelentősebb átalakítását szerette volna, mert úgy érezte, hogy ebben a formában a gondolkodásfejlesztési program nem elég hatékony, illetve nehezen illeszthető be a magyar oktatási rendszerbe.
A hazai viták csak leképezték a nemzetközi szakirodalomban már ismert álláspontokat. A különböző országok gyakorlata azt mutatta, hogy az eredeti lipmani program gazdagságából szinte mindenütt a helyi társadalmi-gazdasági és kulturális hagyományoknak és igényeknek megfelelő sajátosságokat hangsúlyozzák. Az angolszász országokban a Gyermekfilozófia többnyire megmaradt gondolkodásfejlesztő programnak, bár sokféle filozófiai árnyalattal bővült. Például az amerikai David Kennedy Miért éppen most van szükség Gyermekfilozófiára című cikkében „Lipman gyermekének” azon képességére helyezi a hangsúlyt, miszerint ő sok szempontból filozofikusabb, mint a felnőttek, Wordsworth szavaival élve „látó a vakok között”. Amikor filozófiát tanítunk gyermekeknek, a posztmodern értelmében „kirekesztett tudást” akarjuk megismerni. Kennedy szerint a Gyermekfilozófiában a Nyugat, amely most néz szembe racionalizmusának kudarcával, valami eddig elképzelhetetlen újat akar hallani a gyerektől.
A gazdaságilag elmaradottabb, társadalmi konfliktusokkal jobban terhelt társadalmakban a Gyermekfilozófia nagyon sok társadalomismereti, illetve pedagógiai elemmel bővült. Az argentin Walter O. Cohan a Gyermekfilozófia legfőbb céljának azt tekinti, hogy a kritikus gondolkodás megtanításával segítsünk a gyerekeknek, hogy megvizsgálják saját társadalmuk politikai előfeltevéseit, hogy tudatosítsák azokat az értékeket, amelyek az ő társadalmukban kétségkívül megvannak. Segítsünk nekik, hogy ilyen kérdéseket tegyenek fel: Milyen társadalmat akarunk építeni? Mit tekintünk igazságnak ebben a társadalomban? Miféle emberekre van szüksége a mi társadalmunknak? Mit értünk olyan értékeken, mint szolidaritás, tolerancia, empátia? Nagyon hasonló álláspontot képvisel az orosz N. Sz. Julina is, aki olyan demokratikus tanítási módszernek tekinti a Gyermekfilozófiát, amely a demokráciára való nevelés egyik legfőbb iskolai eszköze lehet.
A Gyermekfilozófia magyarországi adaptációja nagyobbrészt az utóbbi irányba haladt, bár természetesen ma is vannak olyanok, akik sikeresen tanítják az eredeti programot. Az eltérés kezdetben csak annyi volt, hogy az általános iskolai tanítók a lipmani módszerrel más szövegeket is kipróbáltak. A Gyermekfilozófia-órákon megjelentek a magyar népmesék, a világirodalom ismertebb meséi (Micimackó, Kis herceg, La Fontaine állatmeséi), valamint Mándy Iván és Lázár Ervin történetei. A másik újdonság az volt – különösen a felső tagozatos órákon –, hogy a történetek feldolgozásához már felhasználták a drámapedagógia, valamint a médiaismeret pedagógiai eszközeit is (dramatizálás, kép- és filmelemzés stb.). Az eltérések a későbbiekben egyre növekedtek, és mára már a Gyermekfilozófia programja nagymértékben átalakult – kibővült – a magyar közoktatás viszonyainak és igényeinek megfelelően. Úgy gondoljuk azonban, hogy ezek a változások nem érintették az eredeti program funkcióját és szellemét: Matthew Lipman számára is az volt a fő cél, hogy az önállóan gondolkodó diákok nevelésével megalapozza és erősítse a társadalom demokratizálásának folyamatát.
Napjainkban a Gyermekfilozófia nagyon sokféle formában van jelen a magyar iskolákban.”

1. ↑  A definíciót a Gyermekfilozófia Szöveggyűjtemény első kötetének tanulmányai alapján alkottam meg, figyelembe véve az itt olvasható valamennyi meghatározást. A továbbiakban is főként erre a tanulmánykötetre fogok hivatkozni: G. Havas Katalin, Demeter Katalin, Falus Katalin (szerk.): Gyermekfilozófia Szöveggyűjtemény I. Budapest, Korona Nova Kiadó, 1997. ISBN 963-85658-1-0
2. ↑  Szirtes László: A Philosophy for Children (PFC) program és hazai alkalmazása In. Gyermekfilozófia szöveggyűjtemény 1. 10. o. id. kiad.
3. ↑  Tamássy Györgyi: A Philosophy for Children programról In. Gyermekfilozófia Szöveggyűjtemény I. 54-55. old. id. kiad.
4. ↑  Gyermekfilozófia szöveggyűjtemény I. 6-7. old.
5. ↑  Tamássy Györgyi: A Philosophy for Children programról In. Gyermekfilozófia szöveggyűjtemény I. id. kiad. 53-54. old.
6. 1 2  Uo. 59. old.
7. ↑  Kardos Péter: Zürichi levél In. Gyermekfilozófia szöveggyűjtemény I. 46-47. o. id. kiad.
8. ↑  Matthew Lipman: "Filozófia gyermekeknek": A kritikai gondolkodás In. Gyermekfilozófia szöveggyűjtemény I. 60. old. id. kiad.
9. ↑  Uo. 60-64. old.
10. ↑  Tamássy Györgyi: id. mű 54. old.
11. ↑  Ann Margaret Sharp: Mit jelent a kérdező közösség In. Gyermekfilozófia Szöveggyűjtemény I. 79. old. id. kiad.
12. ↑  Uo. 80-81. old.
13. ↑  Békés Vera: A Gyermekfilozófia program néhány filozófiai (ismeretelméleti) előfeltevéséről In. Gyermekfilozófia Szöveggyűjtemény I. 88-89. old. id. kiad.
14. ↑  Krajnik József: A gyermekfilozófia mint alkalmazott filozófia In. Karikó Sándor (szerk.): Az alkalmazott filozófia esélyei 175. old. Budapest, Áron Kiadó, 2002. ISBN 963-9210-23-4
15. ↑  Gyermekfilozófia Szöveggyűjtemény I.: Előszó 5. old. id. kiad.
16. ↑  Tamássy Györgyi id. mű 54-55. old.
17. ↑  Szirtes László id. mű 54. old.
18. ↑  Schullerné Deák Márta: Látókör 33+33 In. Gyermekfilozófia Szöveggyűjtemény 1. 39. old. id. kiad.
19. ↑  Gyermefkilozófia Szöveggyűjtemény IV. Budapest, Krónika Nova Kiadó, 2000.
20. ↑  Tamássy Györgyi id. mű 59. old.
21. ↑  Krajnik József id. mű 177. old.
22. ↑  Falus Katalin – Jakab György: Változatok adaptációra In. Új Pedagógiai Szemle 2002. január Archiválva 2008. szeptember 24-i dátummal a Wayback Machine-ben